# 布赖滕塔尔
布赖滕塔尔是德国莱茵兰-普法尔茨州的一个市镇。总面积3.68平方公里，总人口322人，其中男性161人，女性161人（2011年12月31日），人口密度88人/平方公里。